# Steven Robertson
Steven Robertson (Lerwick, 1 januari 1977) is een Schots acteur.

## Biografie
Robertson werd geboren in Lerwick en groeide op in Vidlin, een klein plaatsje op de Shetlandeilanden, in een gezin van drie kinderen. Hij vocht tegen en overwon dyslexie. Het acteren leerde hij aan de Guildhall School of Music and Drama in Londen, waar hij zijn toekomstige vrouw actrice Charlotte Allam ontmoette met wie hij een dochter heeft. 
Robertson begon in 2004 met acteren in de film Inside I'm Dancing, waarna hij nog meerdere rollen speelde in films en televisieseries. Hij is onder andere bekend van zijn rol als DC Sandy Wilson in de televisieserie Shetland, waar hij al in 50 afleveringen speelde (2013-heden). Naast het acteren voor televisie is hij ook actief in diverse theaters in het Verenigd Koninkrijk. Zo speelde hij onder andere voor Royal Shakespeare Company in het toneelstuk King Lear in het Young Vic.

## Filmografie

### Films
Uitgezonderd korte films.
- 2017 T2 Trainspotting - als Stoddart
- 2015 Survivor - als Trevor
- 2012 The Comedian - als Steve
- 2011 The Somnambulists - als man 12
- 2011 5 Days of War - als Davit Kezerashvili
- 2010 The Tourist - als Pinnock
- 2010 Neds - als mr. Bonetti
- 2010 Brighton Rock - als Crab
- 2009 The Boys Are Back - als huismeester op school
- 2009 Red Riding: The Year of Our Lord 1974 - als Bob Fraser
- 2009 Red Riding: The Year of Our Lord 1983 - als Bob Fraser
- 2008 He Kills Coppers - als Tony Meehan
- 2007 Elizabeth: The Golden Age - als Francis Throckmorton
- 2007 Sugarhouse - als Chris de speldhoofd
- 2007 Straightheads - als Bill
- 2006 True North - als de kok
- 2005 Joyeux Noël - als Jonathan
- 2005 Kingdom of Heaven - als priester
- 2004 Inside I'm Dancing - als Michael Connolly

### Televisieseries
Uitgezonderd eenmalige gastrollen.
- 2013-heden Shetland - als DC Sandy Wilson - 50+ afl.
- 2021 The Bay - als Mark Bradwell - 6 afl.
- 2017-2018 Harlots - als Robert Oswald - 10 afl.
- 2015 Doctor Who - als Pritchard - 2 afl.
- 2014 Utopia - als Terrence
- 2014 In the Flesh - als John Weston - 2 afl.
- 2012-2013 Being Human - als Dominic Rook - 7 afl.
- 2012 The Bletchley Circle - als Crowley - 3 afl.
- 2011 Luther - als Robert Millberry / Nicholas Millberry - 2 afl.
- 2008 Tess of the D'Urbervilles - als Cuthbert Clare - 4 afl.

- Biblioteca Nacional de España: XX4605815
- Gemeinsame Normdatei: 1062060229
- International Standard Name Identifier: 0000 0001 1866 2481
- Library of Congress Control Number: n2006057778
- Système universitaire de documentation: 236375962
- Virtual International Authority File: 169865360
- WorldCat: E39PBJbWvtg6pCddWMk3f7cdcP